# NewPipe
NewPipe es una aplicación libre y de código abierto para reproducción multimedia, es más conocida como cliente de YouTube. Está disponible en la tienda de aplicaciones F-Droid o en su página de lanzamiento de nuevas versiones en GitHub. Solo instalable en dispositivos Android. A menudo es utilizado como alternativa a la aplicación oficial de YouTube.

## Historial de versiones
NewPipe originalmente fue lanzada como versión 0.3 el 4 de septiembre de 2015 y desarrollada por Christian Schabesberger.
- Búsqueda y reproducción de vídeos de YouTube (desde 0.3)[6]
- Descarga de vídeos y audio (desde 0.3)
- Reproducir solo el audio del vídeo (desde 0.4.1)
- Mostrar vídeos relacionados (desde 0.6)
- Soporte para mostrar canales de YouTube (desde 0.8.5)[7]
- Un reproductor emergente (desde 0.8.12), (redimensionable desde 0.9.5)[8][9]
- Suscripciones a canales a través de RSS (desde 0.10.0)
- Soporte para mostrar secciones de YouTube como "Tendencias" (desde 0.11.0)
- Soporte para SoundCloud (desde 0.11.5)[10]
- Lista de reproducción local y subtítulos (desde 0.12.0)
- Transmisión en vivo de YouTube y exportación/importación de suscripciones (desde 0.13.0)
- Soporte para MediaCCC (desde 0.16.0)
- Mostrar comentarios (pero no respuestas a los comentarios) (desde 0.16.0)
- Reanudar las transmisiones donde se detuvieron por última vez (desde 0.17.0)
- Soporte para PeerTube (desde 0.18.0)
- Soporte básico para Android TV (desde 0.19.3)
- Soporte para Bandcamp (desde 0.21.0)
- Soporte para Android Auto (desde 0.28.0)

## Tecnología
NewPipe no utiliza la API oficial de YouTube, en cambio, extrae del sitio web el vídeo y los metadatos (me gusta, no me gusta y número de vistas). Esto está hecho intencionadamente para disminuir la cantidad de datos compartidos con Google. La herramienta de extracción de información web se llama NewPipe-Extractor, y es un proyecto independiente. También es utilizada en la aplicación SkyTube.
En versiones más recientes de la aplicación, NewPipe-Extractor soporta tanto YouTube como SoundCloud, MediaCCC, PeerTube y Bandcamp, y hay planes para extenderlo a más plataformas.
Debido a la manera en la que NewPipe accede a YouTube sin utilizar la API ni mostrando anuncios, estaría en conflicto con los términos de servicio de Google si estuviera disponible en Google Play Store.